# Böhmfeld
Böhmfeld település Németországban, azon belül Bajorországban. Lakosainak száma 1713 fő (2023. december 31.). Böhmfeld Stammham és Kipfenberg községekkel határos.

## Népesség
A település népessége az elmúlt években az alábbi módon változott:
| Lakosok száma | 513  | 661  | 815  | 1606 | 1627 | 1640 | 1634 | 1665 | 1713 | 1713 |
|               | 1875 | 1950 | 1970 | 2011 | 2013 | 2014 | 2016 | 2019 | 2021 | 2023 |